# Pfarrer-Mayer-Haus

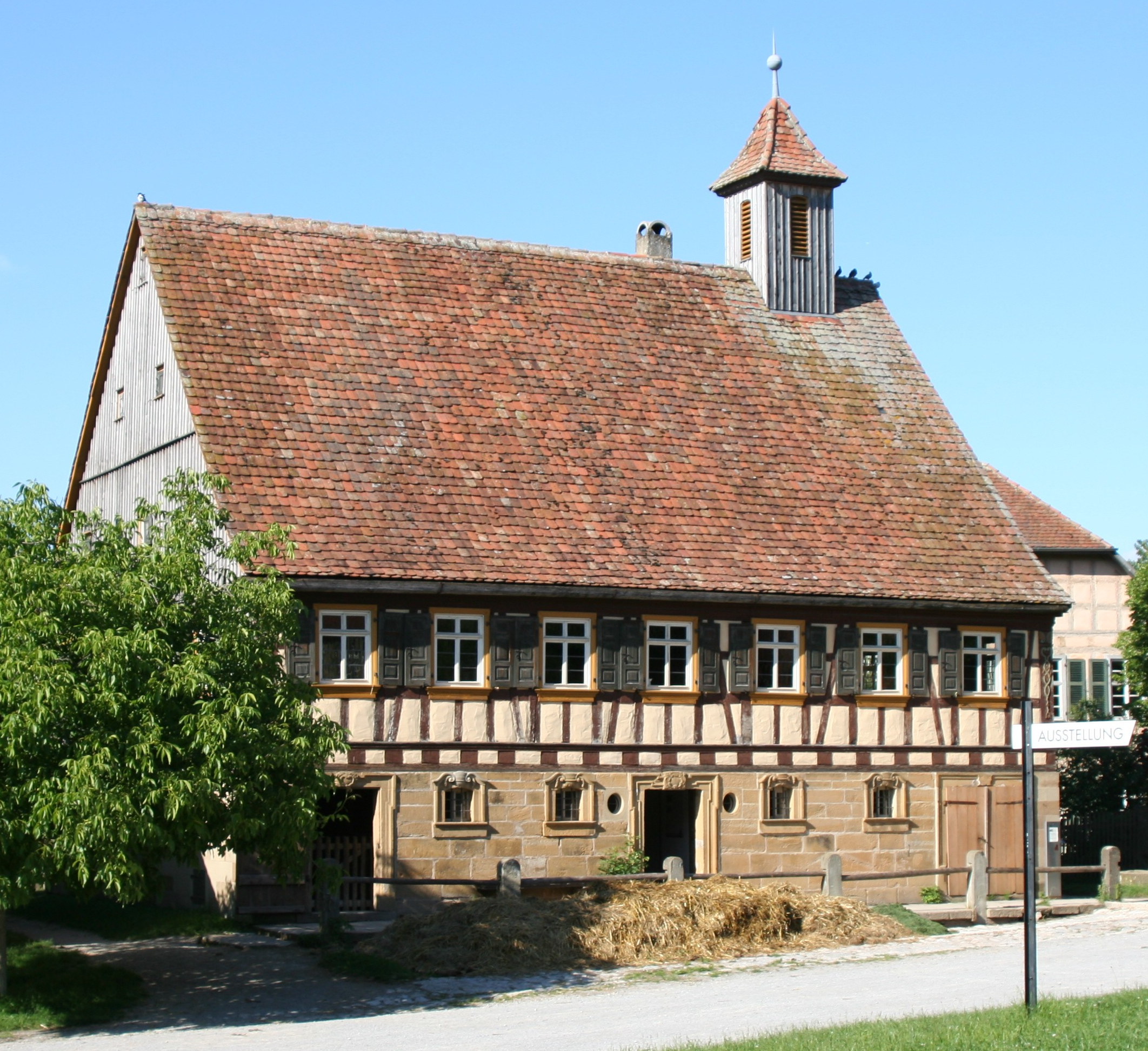
„Pfarrer-Mayer-Haus“ aus Elzhausen

Als Pfarrer-Mayer-Haus werden Bauernhäuser bezeichnet, die als typisch für die Region Hohenlohe und angrenzende Gebiete gelten. Es handelt sich um zweistöckige Wohnstallhäuser mit gemauertem Erdgeschoss.

## Begriff

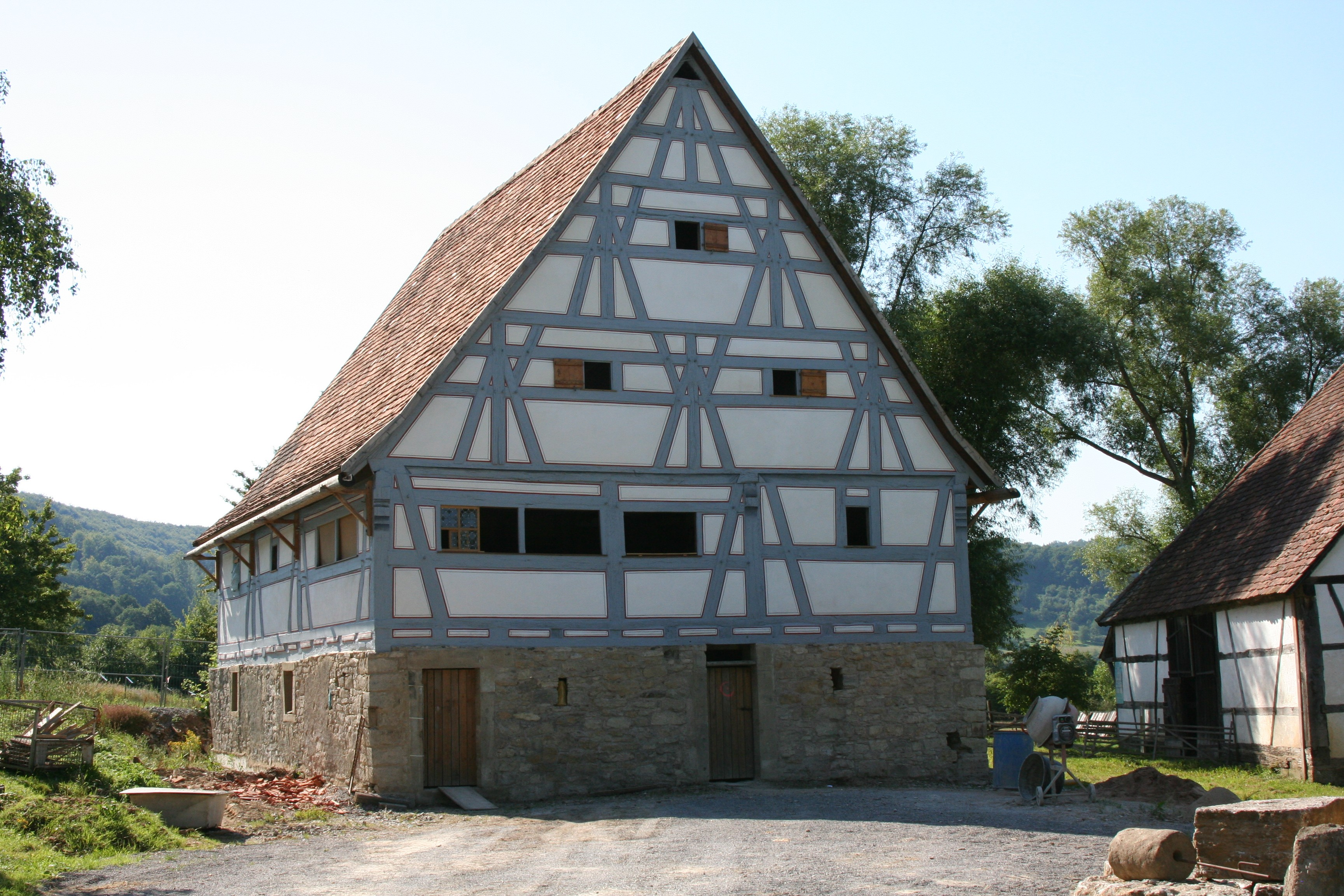
Bauernhaus aus Zaisenhausen, erbaut um 1551

Die Bezeichnung „Pfarrer-Mayer-Haus“ soll von Erich Specht, von 1959 bis 1971 Bürgermeister in Schwäbisch Hall, geprägt worden sein. Erstmals schriftlich erwähnt wurde sie 1981 von Heinrich Mehl, dem damaligen Leiter des Hohenloher Freilandmuseums.:S. 10 f.
Die Vorstellung, dass diese Bauform im 18. Jahrhundert durch den Pfarrer Johann Friedrich Mayer aus Kupferzell neu eingeführt und in der Folge zahlreiche Häuser umgebaut oder völlig neu errichtet worden seien, ist nicht haltbar. Vielmehr beschrieb Mayer in seinem 1773 veröffentlichten Lehrbuch für die Land- und Haußwirthe das zu seiner Zeit in Hohenlohe übliche Bauernhaus.:S. 9
Der Begriff „Pfarrer-Mayer-Haus“ ist mithin eigentlich unzutreffend, aber dennoch weit verbreitet.:S. 31 Der prägnante Ausdruck sollte wohl als „Marke“ für das neu gegründete Freilichtmuseum und für die Region Hohenlohe an sich stehen:

„Keine andere Region in Deutschland besitzt einen so schillernden Namen für ihre Bauernhäuser“

## Bauform

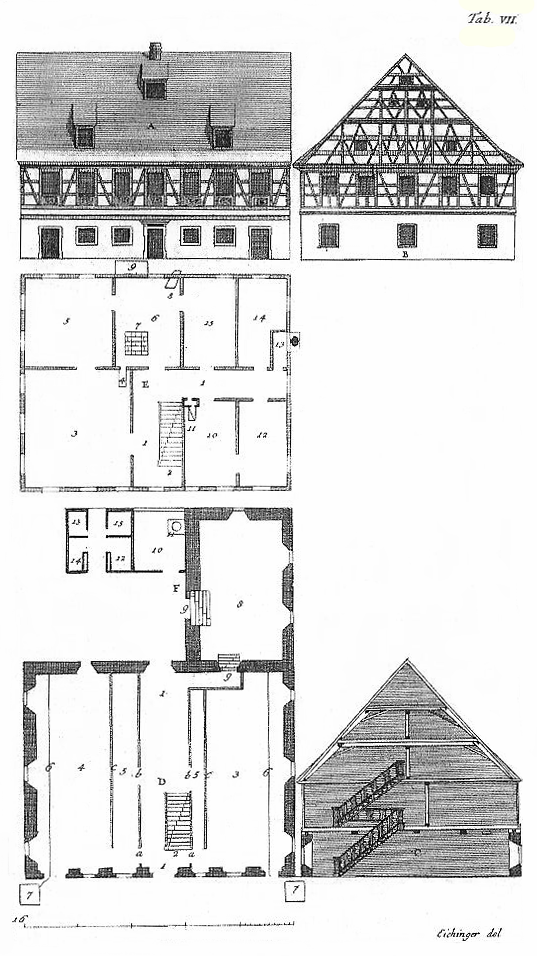
Pfarrer Mayers Idealvorstellung vom hohenlohischen Bauernhaus

Bei den „Pfarrer-Mayer-Häusern“ handelt es sich um zweigeschossige Fachwerkbauten:S. 15 mit gemauertem Erdgeschoss aus behauenen Quadern.
In diesem Erdgeschoss befanden sich Stallungen für Pferde, Rinder und Schweine.:S. 14 Die hohe Luftfeuchtigkeit wegen der auf engem Raum untergebrachten Nutztiere ist auch der Grund für die massive Bauweise.:S. 18
Im durch den Stall zugänglichen Obergeschoss befanden sich die Stube, Küche, Flur und – ab dem 16. Jahrhundert – weitere Kammern.:S. 32:S. 15 Durch die Wärme des Stalles wurde der Wohnbereich mitgeheizt.
Die Häuser hatten von Beginn an Satteldächer anstelle eines Walm- oder Krüppelwalmdachs.:S. 17 f. Auf der meist unausgebauten Bühne wurde Heu oder Getreide eingelagert.:S. 156
Im Unterschied zu zweistöckigen Bauernhäusern anderer Regionen wie etwa dem Schwarzwaldhaus befand sich der Wohnbereich ausschließlich im Obergeschoss („gestelzt“). Dies gilt auch für die in der Stadt Schwäbisch Hall erhaltenen Bürgerhäuser aus der frühen Neuzeit, die den dörflichen in vielerlei Hinsicht ähneln.:S. 32:S. 29

## Geschichte und Verbreitung
Bauernhäuser dieser Bauart lösten bis zur Mitte des 16. Jahrhunderts im Hohenlohischen die Ständerbauweise ab.:S. 15 Dennoch wurde ihre Existenz für die Zeit vor Mitte des 18. Jahrhunderts lange Zeit negiert: man berief sich auf die Beschreibungen Mayers und die fehlerhaften Ausführungen des ehemaligen Leiters des Hohenlohe-Zentralarchivs, Karl Schumm,:S. 10 anstatt „selber vor Ort aufwändig mit zeitintensiven Hausbegehungen recherchieren zu müssen“.:S. 29 f. Ein auf das Jahr 1544 datiertes Haus in Sülz hielt man für eine „singuläre Erscheinung“.:S. 22
Außerdem waren viele Bauernhäuser inschriftlich auf die Zeit zwischen 1750 und 1850 datiert und wurden deswegen nicht dendrochronologisch untersucht.:S. 29
Das älteste bekannte „Pfarrer-Mayer-Haus“, aus dem Jahr 1418, befindet sich in Bröckingen,:S. 19 weitere frühe Häuser dieser Art stehen oder standen in Uttenhofen (Baujahr 1450 und 1463) und Raibach (Baujahr 1451), zwei Teilorten der Gemeinde Rosengarten, sowie in Sulzbach (Baujahr 1544).:S. 15
Das zum Bau des „Haus Veit“ aus Zaisenhausen verwendete Eichenholz wurde dendrochronologisch auf den Winter 1549/50 datiert.:S. 7 Seit 2004 steht dieses Bauernhaus im Hohenloher Freilandmuseum Wackershofen.
„Pfarrer-Mayer-Häuser“ waren auch in benachbarten Gebieten verbreitet, obwohl sie dort normalerweise nicht so bezeichnet werden: vor allem im Odenwald und dem Bauland, aber auch im Schwäbisch-Fränkischen Wald und in Mittelfranken.:S. 31 In der Region zwischen Crailsheim und Ansbach kommen ein- und zweistöckige Bauernhäuser nebeneinander vor.:S. 32:S. 29
Ein ausschließlich hohenlohisches Bauernhaus gibt es also nicht,:S. 14:S. 49:S. 32 Allerdings hat sich das „Pfarrer-Mayer-Haus“ über mehrere Jahrhunderte hinweg bewährt und wurde dadurch zu einem „Kennzeichen der Region Hohenlohe“.:S. 34